# Rekavice
Rekavice (cyr. Рекавице) – wieś w Bośni i Hercegowinie, w Republice Serbskiej, w mieście Banja Luka. W 2013 roku liczyła 2105 mieszkańców.